# Toma de Colima (1864)
La Toma de Colima de 1864 tuvo lugar el 5 de noviembre de 1864 durante la Segunda Intervención Francesa en México por el general  Félix Charles Douay. 